# Propfan
Propfan je vrsta letalskega motorja, ki je deloma podoben turboventilatorskem motorju (turbofan) deloma pa turbopropelerskemu - od tod tudi ime. Motor uporablja plinsko turbino, ki poganja propeler. Propeler ima za razliko od konvencionalnega propelerja, veliko število sorazmerno kratkih, visoko zvitih krakov podobno kot ventilator na visokoobtočnih turbofanih. Zato se kdaj uporablja tudi termin "ventilator brez okvirja" (unducted fan) ali pa ultravisokoobtočni turbofan. Koncept naj bi omogočal visoko potovalno hitrost kot turbofan in majhno porabo goriva kot turboprop. Idejo sta leta 1975 prva predložila Carl Rohrbach in Bruce Metzger iz podjetja Hamilton Standard (del United Technologies)
Turbopropelerska letala so najbolj efektivna pri hitrostih do 700 km/h. Pri večjih hitrostih se na propelerjih, katerih konice krakov se vrtijo s skoraj zvočno hitrostjo pojavi t. i. valovni upor (wave drag). To se da deloma rešiti z večjim številom krakov propelerja, tako se za isto moč propeler lahko vrti počasneje. Vendar se kljub temu je največja hitrost še vedno okrog 700 km/h. Izjema je bil sovjetski turboproplerski bombnik Tu-95, katerega konice propelerjev so se vrtele z nadzvočno hitrostjo in bombnik je tako dosegel hitrost do 920 km/h.
Metodo za zmanjšanje valovnega upora na krilih so odkrili nemški inženirji leta 1935, tako da so nagnili krilo nazaj. Danes imajo skoraj vsa letala, ki letijo hitreje od 700 km/h puščičasta krila. V 1970ih je Hamilton Standard začel raziskovati način kako bi na podoben način nagnil krake propelerja.
Propfan naj bi imel okrog 35% manjšo porabo goriva kot turbofan. General Electric je poizkusil s tehnologijo UDF na letalu MD-80. Motor je razvijal 25000 lbf pri obtočnem razmerju 35:1, kar je občutno več od GE90, ki ima razmerje 9:1. Pogonski lopatice ventilatorja ženeta dve nasprotno se vrteči nizkotlačni turbini, kar še poveča izkoristek. Visokotlačna turbina in zgorevalna komora sta si dosti bližje kot v sodobnih turboventilatorskih motorjih. Narejene so iz kompozitnih materialov, z dodatkom niklja in titana. Imajo možnost spreminjanja kraka za bolj optimalno delovanje pri različnih hitrostih. Zaradi velikih obremenitev obstaja velika nevarnost odloma lopatic iz ventilatorja, ki lahko poškodujejo letalo. Motor proizvaja dosti večji hrup kot turboventilatorski ali turbopropelerski motor, kar je neugodno za potnike in prebivalce v bližini letališč.

## Letala s propfani
- Antonov An-70
- EcoJet